# Schilfrohrplatte
Schilfrohrplatten, auch Schilfrohr-Dämmplatten oder Schilfplatten  genannt, sind ein Naturdämmstoff aus dem nachwachsenden Rohstoff Schilfrohr. Die Schilfplatten werden ohne chemische Zusätze hergestellt. Mittels mechanischer Pressung werden die parallel zueinander liegenden Schilfrohre zusammengedrückt und mit Draht gebunden.

## Herstellung
Zur Herstellung von Schilfrohrplatten werden lange, kräftige Schilfrohre verwendet, da diese wegen der großen Luftkammern im Rohr besonders gute Dämmeigenschaften aufweisen.  Diese werden quer zur Produktionsrichtung in einen Schacht gefüllt. Dort werden sie auf die gewünschte Plattendicke  (i. d. R. 2-15 cm) zusammengefasst und über unten und oben angeordnete Läuferdrähte aus verzinktem Metalldraht (in manchen Fällen auch Edelstahldraht) mit Drahtklammern zusammengehalten. die Endlosplatten werden anschließend auf das gewünschte Längenmaß (meist 1,25 m) zugeschnitten.

## Verwendung
Die Verwendung von Schilfrohr als Baustoff ist bereits seit der Jungsteinzeit belegt. Schilfrohrplatten werden hauptsächlich zur Wärmedämmung von Gebäuden eingesetzt. Wichtige Einsatzgebiete der Dämmung aus Schilf sind Innen- und Außendämmung, Dachdämmung (Untersparren-, Aufsparren- und Zwischensparrendämmung) sowie Trittschalldämmung bei Decken und Böden. Aufgrund ihrer rauen Oberflächenstruktur dienen Schilfrohrplatten gleichzeitig als Putzträger. Als reine Putzträger werden Schilfgewebe eingesetzt.
Dämmplatten aus Schilf sind ein Naturbaustoff und werden überwiegend im ökologischen Bau eingesetzt. Hier werden sie im Innenbereich mit Lehmputz, Kalkputz und Wandheizungen kombiniert. Im Wärmedämmverbundsystem müssen die Dämmplatten nur gedübelt werden, eine zusätzliche Verklebung ist nicht nötig.
Im Lehmbau werden Schilfrohrmatten als Putzträger verwendet: Da Lehmputze keine chemische Bindung mit dem Untergrund eingehen, ist eine mechanische Haftung von höchster Wichtigkeit. Die Schilfrohrplatten erfüllen diese Funktion in hohem Maße.
Schilfrohrplatten und -matten werden zudem im Gartenbau eingesetzt. Hier dienen sie als Sichtschutz und Windschutz.

## Eigenschaften
Der minimale Energieaufwand, der zur Herstellung von Schilfdämmplatten benötigt wird, und ihre leichte, umweltverträgliche Entsorgung schonen Ressourcen und die Umwelt und sind eine gute ökologische Alternative zu anderen Dämmstoffen. Schilfrohrdämmplatten gelten als der einzige Naturdämmstoff aus pflanzlichen Rohstoffen, der völlig unbehandelt eingesetzt wird – es sind also weder Borate noch andere chemische Zusatzstoffe enthalten.
Schilfrohr-Dämmplatten sind mit rund 190 kg/m3 relativ schwere Dämmstoffe, die Wärmeleitfähigkeit des als normal brennbar eingestuften Baustoffs liegt mit in der Regel 0,055 W/(m K) etwas über herkömmlichen Dämmmaterialien, für eine vergleichbare Dämmwirkung wird also eine etwas dickere Dämmschicht benötigt. Die Wasserdampf-Diffusionswiderstandszahl ist 2 und befindet sich damit im mittleren Bereich für Naturdämmstoffe. Schilfrohrmatten ermöglichen ein Abtrocknen in die Dämmung eingedrungener Raumluftfeuchte.
Schilfrohrdämmmatten eignen sich für alle tragfähigen Untergründe bis maximal 2 Vollgeschosse. Ihre spezifische Wärmespeicherkapazität liegt bei 1200 J/(kg K), also höher als Steinwolle, jedoch niedriger als die meisten anderen Naturdämmstoffe. In Verbindung mit dem hohen Eigengewicht der Dämmung ist ein guter sommerlicher Wärmeschutz möglich. Das Schalldämmmaß wird mit  23 dB bei 5 cm angegeben, die Biegezugfestigkeit liegt bei ca. 750 N/cm2.